# Blaberus duckei
Blaberus duckei är en kackerlacksart som beskrevs av Jurberg, Albuquerque, Rebordoes, Goncalves och Felip. Blaberus duckei ingår i släktet Blaberus och familjen jättekackerlackor. Inga underarter finns listade.